# The Invisible Ray (film din 1936)
 Raza invizibilă  (titlu original: The Invisible Ray) este un film SF, de groază, thriller american din 1936 regizat de Lambert Hillyer. În rolurile principale joacă actorii Boris Karloff, Bela Lugosi și Frances Drake.

## Distribuție
- Boris Karloff ca Dr. Janos Rukh (menționat ca KARLOFF)
- Béla Lugosi ca  Dr. Felix Benet
- Frances Drake ca Diana Rukh
- Frank Lawton ca Ronald Drake
- Violet Kemble Cooper ca Mother Rukh
- Walter Kingsford ca Sir Francis Stevens
- Beulah Bondi ca  Lady Arabella Stevens
- Frank Reicher ca  Profesor Meiklejohn
- Paul Weigel ca Monsieur Noyer
- Georges Renavent - Chief of the Sûreté (ca Georges Renevant)